# Lupinus mirabilis
Lupinus mirabilis är en ärtväxtart som beskrevs av Charles Piper Smith. Lupinus mirabilis ingår i släktet lupiner, och familjen ärtväxter. Inga underarter finns listade i Catalogue of Life.